# 萊昂省 (尼加拉瓜)
萊昂省（Departamento de León）是尼加拉瓜的一個省，位於該國西部。西臨太平洋，並佔有馬納瓜湖的西半部。面積5,107平方公里，2005年人口389,600人。首府萊昂。該省下分10個市。
1. ↑  Citypopulation.de Population of departments in Nicaragua